# Javier Olivar
Javier Olivar, vollständiger Name Javier Olivar Nuñez, (* 1962) ist ein ehemaliger uruguayischer Leichtathlet.

## Karriere
Olivar war in den Laufwettbewerben auf den Sprintstrecken aktiv. Bei den Juniorensüdamerikameisterschaften 1980 und 1981 gewann er den jeweils Bronze im 110-Meter-Hürdenlauf und über 400 Meter Hürden. Im Folgejahr nahm er mit dem Team Uruguays an den Südamerikaspielen 1982 in Argentinien teil. Dort gewann er Silber über 110 Meter Hürden und Bronze im 400-Meter-Hürdenlauf. Auch sicherte er sich mit der 4-mal-400-Meter-Staffel Uruguays eine weitere Bronzemedaille. Auf der 400-Meter-Hürdenstrecke stellte er mit einer gelaufenen Zeit von 52,50 Sekunden einen Uruguayischen Rekord auf. Er gehörte dem uruguayischen Aufgebot bei den Panamerikanischen Spielen 1983 in Caracas an. Dort belegte er im 400-Meter-Hürdenlauf den 8. Platz.
Olivar ist heute (Stand: 15. Juni 2015) noch Inhaber des am 27. Oktober 1984 aufgestellten uruguayischen Landesrekords (14,89 Sekunden) auf der 110-Meter-Hürden-Strecke.

## Erfolge
- 3. Platz Juniorensüdamerikameisterschaft 1980 - 110 Meter Hürden + 400 Meter Hürden
- 3. Platz Juniorensüdamerikameisterschaft 1981 - 110 Meter Hürden + 400 Meter Hürden
- 2. Platz Südamerikaspiele 1982 - 110 Meter Hürden
- 3. Platz Südamerikaspiele 1982 - 400 Meter Hürden
- 3. Platz Südamerikaspiele 1982 - 4 × 400-m-Staffel

## Persönliche Bestleistungen
- 110 m Hürden: 14,89 Sekunden, 27. Oktober 1984, Santiago
- 400 m Hürden: 52,50 Sekunden, 2. Dezember 1982, Sante Fe[2]